# Três Irmãs (telenovela)
Três Irmãs é uma telenovela brasileira produzida e exibida pela TV Globo de 15 de setembro de 2008 a  10 de abril de 2009, em 179 capítulos. Substituiu Beleza Pura e foi substituída por Caras & Bocas, sendo a 74ª "novela das sete" exibida pela emissora.  
Criada por Antônio Calmon, escrita por Calmon e Guilherme Vasconcelos, com colaboração de Adriana Chevalier, Ângela Carneiro, Duba Elia, Leandra Pires e Lícia Manzo, sob a direção de Amora Mautner, Vinícius Coimbra e Cristiano Marques, e direção geral de José Luiz Villamarim e Dennis Carvalho, também diretor de núcleo. 
Contou com as atuações de Cláudia Abreu, Giovanna Antonelli, Carolina Dieckmmann, Marcos Palmeira, Rodrigo Hilbert, Paulo Vilhena, Regina Duarte e Vera Holtz.

## Enredo
Em Caramirim, fictícia cidade localizada no litoral do Rio de Janeiro, a farmacêutica aposentada Virgínia (Ana Rosa) criou sozinha suas três filhas, que tomaram rumos diferentes e agora tem que se reencontrar para cuidar da mãe doente. A viúva Dora (Cláudia Abreu) tenta reconstruir a vida ao lado do ortopedista Bento (Marcos Palmeira), mas tem que enfrentar a fúria da ex-sogra, a ardilosa Violeta (Vera Holtz), que a culpa pela morte do filho e joga o neto contra ela, fazendo de tudo para sua infelicidade. Alma (Giovanna Antonelli) é uma médica atrapalhada com sete noivados desfeitos que nunca teve sorte no amor, mas que acaba reencontrando dois romances do passado ao retornar à cidade: o inescrupuloso Hércules (Bruno Garcia), que se torna obcecado por ela, e o sedutor surfista Gregg (Rodrigo Hilbert), a quem ela nunca esqueceu, embora os dois passem a viver uma humorada relação de "cão e gato". Já a surfista Susana (Carolina Dieckmmann) é a única que ainda mora com a mãe. Ela namora Xande (Dudu Azevedo) apenas por condolência, uma vez que ele ficou manco ao salva-la anos antes, acabando com sua carreira de esportista. Susana vai descobrir o amor verdadeiro com o surfista Eros (Paulo Vilhena), melhor amigo de Gregg e que chega na cidade para conhecer seu pai, Sandro (Marcello Novaes), após sua mãe, a rica empresária Walquíria (Maitê Proença), finalmente revelar sua identidade.
As irmãs ainda se envolvem em uma verdadeira guerra contra Violeta, uma vez que a empresária planeja montar um complexo hoteleiro na região, o qual destruirá a floresta nativa e o centro histórico de Caramirim. Violeta, no entanto, mal sabe que está sendo ludibriada pela dupla de picaretas Vidigal (Luís Gustavo), que se tornou rico após se casar com uma milionária que faleceu misteriosamente, e Chuchu (Otávio Augusto), que finge ser um executivo espanhol, se tornando sócios dela no complexo ao ver a chance de faturar muito dinheiro. Os dois só não resistem aos encantos da inteligente e sensual Valéria (Graziella Moretto), que finge perante os outros ser apenas secretária, mas é o grande cérebro por trás dos planos, manipulando os dois para sempre seguirem suas ordens e formando um cômico trio de golpistas. Tudo muda com a chegada da misteriosa Waldete (Regina Duarte), mulher enigmática e despachada que deseja se vingar de Violeta e passa a trabalhar como governanta de sua mansão, chantageando-a e ameaçando revelar seus sórdidos segredos do passado, embora também guarde grandes mistérios sobre sua vida. Graças a isso, Waldete se torna alvo das armadilhas de Violeta, que fará de tudo para se livrar da chantagista, que por sua vez torna-se amiga dos moradores de Caramirim, ganhando a confiança de uns e a desconfiança de outros.
A cidade ainda apresenta outras histórias, como da ingênua Natália (Cecília Dassi), que acaba engravidando do namorado, PH (Ivan Mendes), e não tem apoio dos pais, decidindo se casar e enfrentar as dificuldades de se criar um filho aos dezessete anos. A mãe dela, Leonora (Beth Goulart) é uma mulher fútil e que vive um casamento de conveniência com Orlando (Tato Gabus Mendes), se envolvendo secretamente com o prefeito Nelson (Aloísio de Abreu), pai de seu genro e marido de sua melhor amiga, Neuza (Malu Valle). A dona da pousada, Janaína (Solange Couto) namora o preguiçoso pescador Jacaré (Ailton Graça), embora ele nunca tenha esquecido a ex-namorada francesa Sylvie (Antônia Frering), que retorna à cidade para desespero da atual. Paulinho (Kayky Brito) é filho rebelde de Violeta e rival de Gregg no surf, que maltrata a namorada Laila (Juliana Schalch), mas acaba se tornando boa pessoa ao se encantar por Duda (Daniela Récco).

## Elenco
| Intérprete                | Personagem                                 |
| ------------------------- | ------------------------------------------ |
| Cláudia Abreu             | Dora Jequitibá Rio Preto                   |
| Giovanna Antonelli        | Alma Jequitibá de Matos                    |
| Carolina Dieckmmann       | Suzana Jequitibá Pascolli                  |
| Regina Duarte             | Waldete Bezerra / Verônica Ramos Gonçalves |
| José Wilker               | Augusto Pinheiro                           |
| Vera Holtz                | Violeta Áquila                             |
| Marcos Palmeira           | Bento Rio Preto                            |
| Paulo Vilhena             | Eros Pascolli Pedreira                     |
| Rodrigo Hilbert           | Gregório de Matos (Gregg)                  |
| Bruno Garcia              | Hércules Galvão (Galvão)                   |
| Ana Rosa                  | Virgínia Jequitibá Pinheiro                |
| Marcos Caruso             | Dr. Alcides Áquila                         |
| Maitê Proença             | Walquíria Pascolli                         |
| Marcello Novaes           | Sandro Pedreira                            |
| Malu Galli                | Lígia Pedreira (Liginha)                   |
| Dudu Azevedo              | Alexandre Galvão (Xande)                   |
| Cássio Gabus Mendes       | Baby Montenegro                            |
| Daniela Récco             | Maria Eduarda Bulhões da Silveira (Duda)   |
| Kayky Brito               | Paulo Fernando Áquila (Paulinho)           |
| Luiz Gustavo              | Vidigal Castro                             |
| Graziella Moretto         | Valéria Gutierrez                          |
| Otávio Augusto            | Francisco Benete (Chuchu)                  |
| John Herbert              | Excelência Gutierrez (Tubarão Branco)      |
| Hugo Carvana              | Dr. Silvano Andrade                        |
| Othon Bastos              | Dr. Francisco Polidoro                     |
| Débora Duarte             | Florinda Áquila                            |
| Roberto Bonfim            | Pacífico Áquila                            |
| Ailton Graça              | Clodoaldo Astrogildo da Conceição (Jacaré) |
| Solange Couto             | Janaína Paz                                |
| Bianca Byington           | Gilda Sueli Montenegro                     |
| Beth Goulart              | Leonora Malatesta                          |
| Tato Gabus Mendes         | Orlando Malatesta                          |
| Aloísio de Abreu          | Prefeito Nelson Santana                    |
| Malu Valle                | Neuza Santana                              |
| Guilherme Piva            | Glauco Campo Santo                         |
| Otávio Müller             | Gennaro Fortuna                            |
| Maria Eduarda de Carvalho | Maria do Carmo (Carminha)                  |
| Leonardo Carvalho         | Alfredo Malatesta (Alfredão)               |
| Roberta Rodrigues         | Lucineide da Silva (Neidinha)              |
| Cecília Dassi             | Natália Malatesta                          |
| Ivan Mendes               | Pedro Henrique Santana (PH)                |
| Pedro Rossa               | Luiz Roberto Santana                       |
| Rafael Ciani              | Toninho                                    |
| Juliana Schalch           | Juliana                                    |
| Caio Vaz                  | Thor Pedreira                              |
| Omar Docena               | Jerry                                      |
| Antônia Frering           | Sylvie L'Eclair                            |
| Sidy Correa               | Sávio Campo Santo                          |
| Carlos Loffler            | Adamastor Pamplona                         |
| Kenya Costta              | Iracema                                    |
| Sylbeth Soriano           | Borborema                                  |
| Ana Paula Botelho         | Moema Augusta                              |
| Estrela Blanco            | Melissa Reginato (Mel)                     |
| Malu Rodrigues            | Marina                                     |
| Créo Kellab               | Anacleto                                   |
| Kelzy Ecard               | Geiza Arruda Campos                        |
| Beto Vandesteen           | Polenta                                    |
| Vitor Novello             | Marco Antônio Jequitibá Áquila (Marquinho) |
| Thávyne Ferrari           | Rafaela Rio Preto (Rafinha)                |
| Matheus Costa             | Lucas Rio Preto                            |
| Raquel de Queiroz         | Zara Reginato                              |
| Brenno Leone              | Zig Pedreira                               |
| Caio Vydal                | Gilberto Jequitibá Áquila (Gibo)           |
| Dedé de Souza             | Guga                                       |

### Participações especiais
| Intérprete         | Personagem       |
| ------------------ | ---------------- |
| Alexandre Borges   | Artur Áquila     |
| Emanuelle Araújo   | Soninha Rainha   |
| Eriberto Leão      | Robinho          |
| Erik Marmo         | Dr. Ricardo Rios |
| Nívea Stelmann     | Karen            |
| Ernani Moraes      | Promotor Alvarez |
| Thalita Carauta    | Eliete Macedo    |
| Camila dos Anjos   | Antônia          |
| José Rubens Chachá | Delegado Novaes  |
| Iara Jamra         | Luzinete         |
| Hélio Ribeiro      | Figueira         |
| Miguel Nader       | Capanga          |
| Tatyane Meyer      | Barbara          |
| José Loreto        | Mamute           |
| Giulio Lopes       | Juiz             |
| Maria Manoella     | Teresa           |
| Pérola Faria       | Belinda          |
| Colbie Caillat     | Ela mesma        |
| Lulu Santos        | Ele mesmo        |
| Lua Blanco         | Luana            |
| Lucília de Assis   | Izabel           |

## Produção

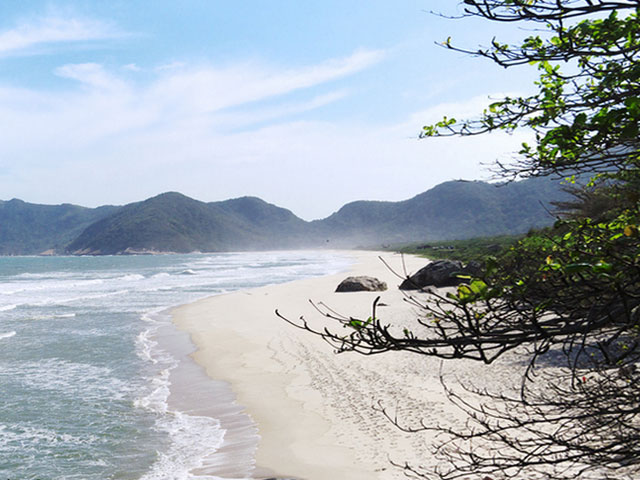
Três Irmãs foi gravada na praia de Grumari, no Rio de Janeiro.

Originalmente a novela se chamaria Praia Azul, remetendo ao nome da fictícia praia onde se passava a telenovela, sendo alterado posteriormente para As Três Irmãs e, finalmente, Três Irmãs. A inspiração para Antônio Calmon escrever a trama veio dos documentários brasileiros Surf Adventure e Fábio Fabuloso, de 2004, que contavam a história do surf no Brasil. O surfista profissional Rico de Souza prestou assessoria para a composição do perfil dos personagens. Em 26 de maio Rodrigo Hilbert, Paulo Vilhena e Maitê Proença viajaram para Bali, na Indonésia, para gravar as primeiras cenas da novela, utilizando a praia de Tanah Lot, tradicional no surf mundial, para as cenas iniciais de Gregg e Eros.
O local foi escolhido após dois meses de pesquisa realizada pelo diretor José Luiz Villamarim sobre a cultura do surf e os principais pontos procurados pelos praticantes, usando outras praias indonesas como Uluwatu, Balangan e Padang Padang. Outras cenas iniciais foram gravadas a partir de 13 de junho em Florianópolis, em Santa Catarina, para onde viajaram Marcello Novaes e Malu Galli. Na cidade cenográfica o restante do elenco iniciou as gravações em 20 de junho. As cenas externas dos surfistas foram gravadas em Grumari, praia de preservação ambiental do Rio de Janeiro. A cena inicial da morte do personagem de Alexandre Borges levou dois dias para ser gravada, precisando da construção de uma estrutura suspensa por quatro guindastes no Autódromo do Rio de Janeiro para que o acidente do carro pudesse ser captado em todos os ângulos. A cidade fictícia de Caramirim, foi inspirada na arquitetura histórica de Paraty, litoral do Rio de Janeiro, sendo desenvolvida pelos cenógrafos Fábio Rangel e Keller Veiga.
O visual da personagem de Regina Duarte foi inspirado na personagem Mary Poppins, interpretada por Julie Andrews no filme homônimo de 1964. Carolina Dieckmann teve que aprender a surfar para interpretar a personagem Suzana.

### Escolha do elenco
Regina Duarte foi cogitada para interpretar Virgínia, mãe das três protagonistas, porém a atriz pediu para a direção da novela para interpretar a sábia e misteriosa Waldete, alegando que queria um papel mais misterioso. Renée de Vielmond foi convidada na sequência, porém a atriz recusou, alegando que havia se aposentado das novelas em 1998 e aceitou apenas fazer uma participação em Paraíso Tropical despretensiosamente. Nívea Maria chegou a ser confirmada no papel, mas abdicou-o para integrar o elenco de Caminho das Índias. Por fim Ana Rosa foi enfim escalada como Virgínia, retornando à Globo após quatro novelas na RecordTV. Cláudia Abreu e Marcos Palmeira foram os primeiros escalados para o posto de protagonistas. Rodrigo Hilbert, Paulo Vilhena e Kayky Brito  foram escolhidos para interpretarem surfistas exatamente por já surfarem. Acreditando que o casal Alma e Gregg precisava de um elemento para atrapalhar o romance, a direção escalou Emanuelle Araújo para interpretar Soninha Rainha, uma cantora de axé que era ex-namorada do surfista, entrando na trama na reta final, a partir do capítulo 139 em 23 de fevereiro de 2009.

### Incidentes
Em 18 de julho de 2008, dois meses antes da estreia, um incêndio atingiu os estúdios da novela e destruiu parte da cidade cenográfica, não causando nenhum dano físico, uma vez que não havia ninguém gravando no momento. Em 20 de novembro o ator Marcello Novaes foi agredido gravemente em uma boate do Rio de Janeiro e precisou se afastar temporariamente da novela, sendo que suas cenas precisaram ser regravadas e um acidente de carro foi criado para que o ator pudesse voltar à história, justificando os machucados. Em 30 de novembro Solange Couto sofreu uma isquemia cerebral e foi internada no hospital Sírio-Libanês, em São Paulo, ficando de fora da novela foi três meses, sendo que na história foi alegado que sua personagem ia embora com um ex-namorado,  Gennaro. A atriz retornou às gravações em fevereiro de 2009.

### Conteúdo transmídia
No final de 2008 a produtora Webcore Games desenvolveu para a Globo Marcas um jogo multiplayer online battle arena baseado na novela intitulado Surfínia, no qual o jogador passava por seis fases em campeonatos de surfe, perguntas sobre o tema e outros desafios de aventura. O jogo foi lançado em 15 de janeiro de 2009 e ficou disponível durante todo aquele ano no website do Globo Esporte.

## Audiência
Por causa da baixa audiência de Negócio da China, trama de Miguel Falabella, a audiência da novela de Antônio Calmon e Caminho das Índias de Glória Perez foram afetadas, registrando baixos números em diversos capítulos.
O capítulo de estreia marcou 33 pontos e 51% de televisores ligados, representando um aumento de um ponto em relação ao primeiro capítulo da antecessora Beleza Pura. Em 16 de setembro e 6 de outubro a trama atingiu seu maior índice, 33 pontos, repetindo o mesmo da estreia. Aos poucos a audiência da novela foi caindo e, logo no primeiro mês, já acumulada uma média de apenas 28 pontos, uma das piores da história da faixa. Parte da perda de audiência deveu-se ao crescimento do Jornal da Record, que – apesar de não chegar perto dos índices de Três Irmãs – representava um aumento gravidado de 14% desde o início da exibição da novela. Em 31 de janeiro a trama atingiu apenas 16 pontos, a menor da história das "novelas das sete" e abaixo do registrado pela décima sexta temporada de Malhação. Mantendo-se abaixo dos 20 pontos, Três Irmãs passou a ter menos audiência que a reprise de Mulheres Apaixonadas no Vale a Pena Ver de Novo, que chegou a atingir 26 pontos.   O último capítulo teve média de 25 pontos, o menor da história do horário, representando uma queda de oito pontos em relação a Beleza Pura, que havia fechado com 33.
Três Irmãs obteve média geral de 24 pontos, a pior da história das "novelas das sete", superando os 27 de Bang Bang, considerado o quarto maior fracasso do horário, e o maior até aquele momento, sendo superado anos depois por Além do Horizonte com 19.7 pontos, Geração Brasil com 19.4 pontos, e Fuzuê com 19.3 pontos.

## Exibição
Com o horário de verão, a Globo resolveu mudar o horário de transmissão das novelas, deixando a trama de Antônio Calmon para ser exibida às 19h30 a partir da segunda-feira, dia 27 de outubro de 2008.

### Exibição Internacional
Foi exibida pela primeira vez na Globo Portugal de 21 de junho de 2021 á 14 de Janeiro de 2022 substituindo a novela Sabor da Paixão às 13h40.[carece de fontes?]
Foi exibida na Globo On em 2022 em Angola e Moçambique.[carece de fontes?]

## Trilha sonora

### Volume 1
A primeira trilha sonora da telenovela foi lançada em 20 de outubro de 2008 pela Som Livre compilando canções nacionais e internacionais. Luís Gustavo, Marcello Novaes, Marcos Caruso, José Wilker, Paulo Vilhena, Regina Duarte, Marcos Palmeira, Carolina Dieckmann, Giovanna Antonelli e Cláudia Abreu ilustraram a capa do álbum, enquanto a contracapa trazia Rodrigo Hilbert, Vera Holtz, Maitê Proença, Caio Vaz, Ana Rosa, Beth Goulart, Brenno Leone, Bruno Garcia, Tato Gabus Mendes, Kayky Brito e Dudu Azevedo.
Lista de faixas
| N.º | Título                              | Música                                 | Personagem tema           | Duração |  |
| 1.  | "Midnight Bottle"                   | Colbie Caillat                         | Dora e Bento              | 3:43    |  |
| 2.  | "10 Contados"                       | Céu                                    | Suzana e Eros             | 3:25    |  |
| 3.  | "Morena Nativa"                     | Armandinho                             | Janaína                   | 3:31    |  |
| 4.  | "Summer at Eureka"                  | Pete Murray                            | Geral                     | 3:16    |  |
| 5.  | "Sonífera Ilha / Ska"               | Titãs e Os Paralamas do Sucesso        | Surfistas                 | 3:42    |  |
| 6.  | "Mais"                              | Capital Inicial                        | Paulinho                  | 3:20    |  |
| 7.  | "Barbara Ann"                       | The Beach Boys                         | Surfistas                 | 3:47    |  |
| 8.  | "Maior Abandonado"                  | Leo Jaime                              | Alma e Galvão             | 3:45    |  |
| 9.  | "Moça"                              | Caetano Veloso                         | Suzana e Xande            | 3:45    |  |
| 10. | "E não Vou Mais Deixar Você Tão Só" | Liah                                   | Alma e Gregg              | 3:20    |  |
| 11. | "Medo de Amar nº2"                  | Simone                                 | Walkíria                  | 3:24    |  |
| 12. | "Não é Proibido"                    | Marisa Monte                           | Geral                     | 3:15    |  |
| 13. | "Esquisito"                         | Tania Christal                         | Waldete                   | 3:31    |  |
| 14. | "Maracangalha"                      | Diogo Nogueira                         | Valéria, Vidigal e Chuchu | 3:38    |  |
| 15. | "Don't Worry, Be Happy"             | Mart'nália                             | Abertura                  | 3:27    |  |
| 16. | "Sol, Som, Surf e Sal"              | João Penca e Seus Miquinhos Amestrados | Eros / Gregg              | 3:31    |  |
| 17. | "Meu Erro"                          | Titãs e Os Paralamas do Sucesso        | Duda e Paulinho           | 3:39    |  |

### Volume 2
A segunda trilha sonora da telenovela foi lançada em 10 de janeiro de 2009 pela Som Livre compilando canções nacionais e internacionais. Um carro antigo passando pela orla da praia ilustra a capa do álbum.
Lista de faixas
| N.º | Título                         | Música                              | Personagem tema           | Duração |  |
| 1.  | "Lovers in Japan"              | Coldplay                            | Duda e Paulinho           | 3:43    |  |
| 2.  | "You Make It Real"             | James Morrison                      | Natália e PH              | 3:25    |  |
| 3.  | "Meu Mundo É o Barro"          | O Rappa                             | Geral                     | 3:31    |  |
| 4.  | "Brand New Start"              | Little Joy                          | Dora e Bento              | 3:16    |  |
| 5.  | "Desabafo / Deixa Eu Dizer"    | Marcelo D2 e Cláudya                | Geral                     | 3:42    |  |
| 6.  | "Grilos"                       | Marina Machado e Samuel Rosa        | Alma e Gregg              | 3:20    |  |
| 7.  | "De Repente Califórnia"        | Lulu Santos                         | Sandro                    | 3:47    |  |
| 8.  | "Little Favours"               | KT Tunstall                         | Violeta                   | 3:45    |  |
| 9.  | "Nós Vamos Invadir Sua Praia"  | Pitty                               | Valéria, Vidigal e Chuchu | 3:45    |  |
| 10. | "Do Ya"                        | McFly                               | Gregg                     | 3:20    |  |
| 11. | "Mr. Rock & Roll"              | Amy MacDonald                       | Suzana e Eros             | 3:24    |  |
| 12. | "Um Dia Desses"                | Adriana Calcanhotto e Moreno Veloso | Waldete                   | 3:15    |  |
| 13. | "When I Fall In Love"          | Cídia & Dan                         | Waldete e Alcides         | 3:31    |  |
| 14. | "Sway"                         | Michael Bublé                       | Nelson e Leonora          | 3:38    |  |
| 15. | "J'ai Deux Amours (Due Amori)" | Madeleine Peyroux                   | Sylvie                    | 3:27    |  |
| 16. | "I've Got You Under My Skin"   | Ronaldo Canto e Mello               | Walquíria e Alcides       | 3:31    |  |
| 17. | "Love Me Tender"               | Ed Wilson                           | Augusto e Virgínia        | 3:47    |  |
| 18. | "Quizás, Quizás, Quizás"       | Emmanuel                            | Sueli                     | 3:45    |  |
| 19. | "Neidinha"                     | Chico Carvalho                      | Neidinha                  | 3:45    |  |

## Prêmios e indicações
| Ano  | Prêmio                    | Categoria                   | Resultado          | Ref.     |        |
| ---- | ------------------------- | --------------------------- | ------------------ | -------- | ------ |
| 2008 | Melhores do Ano           | Melhor Atriz Infantil       | Thávine Ferrari    | Indicado | [ 39 ] |
| 2008 | Prêmio Minha Novela       | Melhor Atriz                | Cláudia Abreu      | Venceu   | [ 40 ] |
| 2008 | Prêmio Minha Novela       | Melhor Ator                 | Marcos Palmeira    | Venceu   | [ 40 ] |
| 2008 | Prêmio Minha Novela       | Melhor Atriz Infantil       | Thávine Ferrari    | Venceu   | [ 40 ] |
| 2008 | Prêmio Minha Novela       | Melhor Ator Infantil        | Caio Vydal         | Venceu   | [ 40 ] |
| 2009 | Prêmio Contigo!           | Melhor Novela ou Minissérie | Três Irmãs         | Indicado | [ 41 ] |
| 2009 | Prêmio Contigo!           | Melhor Autor                | Antônio Calmon     | Indicado | [ 41 ] |
| 2009 | Prêmio Contigo!           | Melhor Atriz                | Giovanna Antonelli | Indicado | [ 41 ] |
| 2009 | Prêmio Contigo!           | Melhor Atriz Revelação      | Daniela Recco      | Indicado | [ 41 ] |
| 2009 | Prêmio Contigo!           | Melhor Atriz Infantil       | Thávine Ferrari    | Venceu   | [ 41 ] |
| 2009 | Prêmio Contigo!           | Melhor Ator Infantil        | Matheus Costa      | Indicado | [ 41 ] |
| 2009 | Prêmio Contigo!           | Melhor Ator Infantil        | Vítor Novello      | Indicado | [ 41 ] |
| 2009 | Prêmio Contigo!           | Melhor Diretor              | Dennis Carvalho    | Indicado | [ 41 ] |
| 2009 | Prêmio Extra de Televisão | Melhor Novela               | Três Irmãs         | Indicado | [ 42 ] |